# Exetastes inveteratus
Exetastes inveteratus är en stekelart som beskrevs av Charles Thomas Brues 1910. Exetastes inveteratus ingår i släktet Exetastes och familjen brokparasitsteklar. Inga underarter finns listade i Catalogue of Life.